# Brasilianische Futsalnationalmannschaft
Die brasilianische Futsalnationalmannschaft repräsentiert Brasilien bei internationalen Futsalwettbewerben. Sie unterliegt dem direkt dem brasilianischen Fußballverband und nicht dem brasilianischen Futsalverband. Die Auswahl gilt als die erfolgreichste der Welt, mit insgesamt fünf Siegen bei Futsal-Weltmeisterschaften, drei davon in Folge. Zudem wurden sie insgesamt 19-mal Südamerikameister. Brasilien hat bislang bei allen Weltmeisterschaften teilgenommen. Der bekannteste Spieler des Landes ist Falcão, welcher vier Mal als bester Futsalspieler der Welt ausgezeichnet wurde.

## Geschichte

### FIFA-Zeit
Brasilien konnte die ersten drei Ausgaben, der von der FIFA ausgerichteten Futsal-Weltmeisterschaft, gewinnen (1989, 1992, 1996). Erst bei der Weltmeisterschaft 2000 in Guatemala konnte das spanische Team Brasilien im Finale bezwingen. 2004 verloren sie erneut gegen Spanien, diesmal bereits im Halbfinale. Vier Jahre später gewannen sie in Brasilien wieder den WM-Titel, genau wie 2012 in Thailand. In beiden Finalspielen bezwangen sie die rivalisierten Spanier. Bei der WM 2016 in Kolumbien schied die brasilianische Auswahl überraschend bereits im Achtelfinale als Titelfavorit gegen den Iran im Sechsmeterschießen aus. Es ist bislang das schlechteste Abschneiden bei einer Futsal-Weltmeisterschaft für Brasilien.
Die brasilianische Futsalauswahl stellte bei den Jogos da Lusofonia 2006 in Macau zudem einen Weltrekord auf, indem sie die Nationalmannschaft aus Osttimor mit 76:0 besiegte.

## Turnierbilanzen

### FIFA-Futsal-Weltmeisterschaft
| FIFA-Futsal-Weltmeisterschaft | FIFA-Futsal-Weltmeisterschaft | FIFA-Futsal-Weltmeisterschaft | FIFA-Futsal-Weltmeisterschaft | FIFA-Futsal-Weltmeisterschaft | FIFA-Futsal-Weltmeisterschaft | FIFA-Futsal-Weltmeisterschaft | FIFA-Futsal-Weltmeisterschaft | FIFA-Futsal-Weltmeisterschaft |
| Jahr                          | Runde                         | Position                      | Gespielt                      | Gewonnen                      | Unentschieden                 | Verloren                      | Tore                          | Gegentore                     |
| ----------------------------- | ----------------------------- | ----------------------------- | ----------------------------- | ----------------------------- | ----------------------------- | ----------------------------- | ----------------------------- | ----------------------------- |
| Niederlande 1989              | Sieger                        | 1.                            | 8                             | 5                             | 2                             | 1                             | 33                            | 17                            |
| Hongkong 1992                 | Sieger                        | 1.                            | 8                             | 7                             | 1                             | 0                             | 44                            | 7                             |
| Spanien 1996                  | Sieger                        | 1.                            | 8                             | 7                             | 1                             | 0                             | 55                            | 16                            |
| Guatemala 2000                | Zweiter                       | 2.                            | 8                             | 7                             | 0                             | 1                             | 79                            | 14                            |
| Taiwan 2004                   | Dritter                       | 3.                            | 8                             | 7                             | 1                             | 0                             | 48                            | 15                            |
| Brasilien 2008                | Sieger                        | 1.                            | 9                             | 8                             | 1                             | 0                             | 64                            | 8                             |
| Thailand 2012                 | Sieger                        | 1.                            | 7                             | 7                             | 0                             | 0                             | 45                            | 7                             |
| Kolumbien 2016                | Achtelfinale                  | 9.                            | 4                             | 3                             | 1                             | 0                             | 33                            | 9                             |
| Litauen 2021                  | Dritter                       | 3.                            | 7                             | 6                             | 0                             | 1                             | 28                            | 8                             |
| Usbekistan 2024               | Sieger                        | 1.                            | 7                             | 7                             | 0                             | 0                             | 40                            | 6                             |
| Insgesamt                     | 10/10                         | 6 Titel                       | 74                            | 64                            | 6                             | 4                             | 469                           | 107                           |

### FIFUSA/AMF Futsal World Cup
| AMF Futsal World Cup | AMF Futsal World Cup | AMF Futsal World Cup | AMF Futsal World Cup | AMF Futsal World Cup | AMF Futsal World Cup | AMF Futsal World Cup | AMF Futsal World Cup | AMF Futsal World Cup |
| Jahr                 | Runde                | Position             | Gespielt             | Gewonnen             | Unentschieden        | Verloren             | Tore                 | Gegentore            |
| -------------------- | -------------------- | -------------------- | -------------------- | -------------------- | -------------------- | -------------------- | -------------------- | -------------------- |
| Brasilien 1982       | Sieger               | 1st                  | 6                    | 6                    | 0                    | 0                    | 33                   | 3                    |
| Spanien 1985         | Sieger               | 1.                   | 6                    | 6                    | 0                    | 0                    | 48                   | 2                    |
| Australien 1988      | Zweiter              | 2.                   | 8                    | 7                    | 1                    | 0                    | 75                   | 8                    |
| Italien 1991         | Dritter              | 3.                   | 9                    | 6                    | 0                    | 3                    | 36                   | 18                   |
| Argentinien 1994     | Vierter              | 4.                   | 9                    | 5                    | 3                    | 1                    | 35                   | 13                   |
| Mexiko 1997          | Dritter              | 3.                   | 8                    | 6                    | 1                    | 1                    | 26                   | 14                   |
| Bolivien 2000        | Viertelfinale        | 8.                   | 6                    | 3                    | 1                    | 2                    | 51                   | 15                   |
| Paraguay 2003        | Zweite Runde         | 6.                   | 4                    | 2                    | 1                    | 1                    | 18                   | 6                    |
| Argentinien 2007     | nicht teilgenommen   | nicht teilgenommen   | nicht teilgenommen   | nicht teilgenommen   | nicht teilgenommen   | nicht teilgenommen   | nicht teilgenommen   | nicht teilgenommen   |
| Kolumbien 2011       | Vorrunde             | 9.                   | 3                    | 1                    | 1                    | 1                    | 13                   | 13                   |
| Belarus 2015         | Vorrunde             | 10.                  | 3                    | 1                    | 0                    | 2                    | 7                    | 5                    |
| Argentinien 2019     | ausstehend           | ausstehend           | ausstehend           | ausstehend           | ausstehend           | ausstehend           | ausstehend           | ausstehend           |
| Insgesamt            | 11/12                | –                    | 62                   | 43                   | 8                    | 11                   | 342                  | 97                   |

### Südamerikameisterschaft
- 1964 –  Zweiter
- 1969 –  Sieger
- 1971 –  Sieger (Ausrichter)
- 1973 –  Sieger
- 1975 –  Sieger
- 1976 –  Sieger
- 1977 –  Sieger (Ausrichter)
- 1979 –  Sieger
- 1983 –  Sieger
- 1986 –  Sieger
- 1989 –  Sieger (Ausrichter)
- 1992 –  Sieger (Ausrichter)
- 1995 –  Sieger (Ausrichter)
- 1996 –  Sieger (Ausrichter)
- 1997 –  Sieger (Ausrichter)
- 1998 –  Sieger (Ausrichter)
- 1999 –  Sieger (Ausrichter)
- 2000 –  Sieger (Ausrichter)
- 2003 –  Zweiter
- 2008 –  Sieger
- 2011 –  Sieger
- 2015 –  Dritter
- 2017 –  Sieger
- 2022 –  Dritter
- 2024 –  Sieger

### Futsal-Weltmeisterschaft-Qualifikation (CONMEBOL)
- 2012 –  Dritter (Ausrichter)
- 2016 –  Sieger

### Grand Prix de Futsal
- 2005 –  Sieger (Ausrichter)
- 2006 –  Sieger (Ausrichter)
- 2007 –  Sieger (Ausrichter)
- 2008 –  Sieger (Ausrichter)
- 2009 –  Sieger (Ausrichter)
- 2010 –  2. Platz (Ausrichter)
- 2011 –  Sieger (Ausrichter)
- 2013 –  Sieger (Ausrichter)
- 2014 –  Sieger (Ausrichter)
- 2015 –  Sieger (Ausrichter)
- 2018 –  Sieger (Ausrichter)

### Futsal Confederations Cup
- 2009 – nicht teilgenommen
- 2013 –  Sieger (Ausrichter)
- 2014 –  Dritter

### Panamerikanische Spiele
- 2007 –  Sieger (Ausrichter)

### FIFUSA/AMF Futsal World Cup
- 1982 –  Sieger (Ausrichter)
- 1985 –  Sieger
- 1988 –  Zweiter
- 1991 –  Dritter
- 1994 – Vierter
- 1997 –  Dritter
- 2000 – Viertelfinale
- 2003 – Viertelfinale
- 2007 – nicht teilgenommen
- 2011 – Vorrunde
- 2015 – Vorrunde
- 2019 – ausstehend

### Südamerikaspiele
- 2002 –  Sieger (Ausrichter)
- 2006 –  Sieger
- 2010 –  Sieger
- 2014 –  Sieger

### Futsal Mundialito
- 1994 – nicht teilgenommen
- 1995 –  Sieger
- 1996 –  Sieger
- 1998 –  Sieger
- 2001 –  Sieger
- 2002 –  Sieger
- 2006 – nicht teilgenommen
- 2007 – nicht teilgenommen
- 2008 – nicht teilgenommen

## Aktueller Kader
Die folgenden Spieler wurden für die Futsal-Weltmeisterschaft 2016 in Kolumbien nominiert:
| Nr. | Pos. | Spieler     | Einsätze | Tore | Verein                   |
| --- | ---- | ----------- | -------- | ---- | ------------------------ |
| 1   | TW   | Guitta      |          |      | Intelli/Orlândia         |
| 2   | TW   | Tiago       |          |      | Krona/Joinville/DalPonte |
| 3   | TW   | Franklin    |          |      | Corinthians              |
| 4   | ST   | Ari         |          |      | FC Barcelona             |
| 5   | MF   | Rafael      |          |      | Inter Movistar           |
| 6   | MF   | Gabriel     |          |      | FC Barcelona             |
| 7   | MF   | Vinícius    |          |      | Intelli/Orlândia         |
| 8   | MF   | Simi        |          |      | Corinthians              |
| 9   | ST   | Jé          |          |      | Intelli/Orlândia         |
| 10  | ST   | Fernandinho |          |      | MFK Dynamo Moskau        |
| 11  | AB   | Neto        |          |      | MNK Split Tommy          |
| 12  | MF   | Falcão      |          |      | Intelli/Orlândia         |
| 13  | ST   | Wilde       |          |      | FC Barcelona             |
| 14  | AB   | Rodrigo     |          |      | Carlos Barbosa           |